# Красноярская ТЭЦ-4
Красноярская ТЭЦ-4 (ранее Сосновоборская ТЭЦ) — источник тепловой энергии (котельная), расположенная в городе Сосновоборске Красноярского края. До апреля 2016 года входила в состав Группы «Сибирская генерирующая компания», с 2016 года, после окончания строительства Железногорской ТЭЦ, перешла в эксплуатацию АО «КРАСЭКО».

## История
Красноярская ТЭЦ-4 ранее носила название Сосновоборская ТЭЦ.
Строительство Сосновоборской ТЭЦ велось в начале 90-х годов для покрытия потребности в технологическом паре заводов автоприцепов, тепловых и электрических нагрузок промышленной площадки и жилых кварталов города. Строительство не было завершено, в эксплуатацию введён только пусковой комплекс (пиковая котельная). Строительство было прекращено из-за отсутствия финансирования.
20 марта 2009 года станция переименована в соответствии с решением Совета директоров ОАО «Енисейская ТГК (ТГК-13)» (протокол № 15/09 от 06.03.2009).
28 апреля 2012 года станция выделена из состава ОАО «Енисейская ТГК (ТГК-13)» в дочернее акционерное общество ОАО «Красноярская ТЭЦ-4».
28 апреля 2016 года Красноярская ТЭЦ-4 стала эксплуатироваться совместно с Железногорской ТЭЦ и перешла под управление АО «КРАСЭКО».

## Описание
В настоящее время Красноярская ТЭЦ-4 работает как котельная, электрогенерирующее оборудование отсутствует. 
Станция обеспечивает централизованное теплоснабжение промышленных предприятий и жилищно-коммунального сектора  Сосновоборска, а также обеспечивает потребителей холодной питьевой водой.
Основное оборудование станции:
- три водогрейных котла ПТВМ-100;
- один водогрейный котёл КВГМ-100;
- пять электродных котлов КЭВ 6000/6;
- два паровых котла ГМ 50-14/250.

В качестве основного топлива станции используется мазут.